# Paraguarí (departament)
Paraguarí – jeden z departamentów Paragwaju. Stolicą jest miasto Paraguarí.

Graniczy z departamentami: Central, Cordillera, Caaguazú, Guairá, Caazapá, Misiones i Ñeembucú.

## Dystrykty
Departament ten dzieli się na 17 dystryktów:
1. Acahay
2. Caapucú
3. Carapeguá
4. Escobar
5. General Bernardino Caballero
6. La Colmena
7. Mbuyapey
8. Paraguarí
9. Pirayú
10. Quiíndy
11. Quyquyhó
12. San Roque González de Santa Cruz
13. Sapucaí
14. Tebicuarymí
15. Yaguarón
16. Ybycuí
17. Ybytimí